# Alâeddin Ali Bey
Alâeddin Ali Bey (Ala al-Din Ali Beg) fou amir o beg (bey) de la dinastia dels Karaman-oğhlu o Karamanoğulları, sovint anomenada també karamànida o dels karamànides. Era fill de l'emir Ala al-Din Beg i quan el seu pare fou executat el 1397 i el principat annexionat per Baiazet I, fou empresonat a Brusa junt amb el seu germà Sultanzâde Nâsıreddin II Mehmed Bey.
El sultà egipci reclamava Tars, ocupada per Mehmed Beg, i va enviar el seu fill Ibrahim al front d'un fort exèrcit i Mehmed va haver de retirar-se per no arriscar la batalla i va buscar refugi en les muntanyes. Les tropes egípcies van ocupar el país; Kayseri fou cedida a Dhu l-Kadr i la resta de l'estat karamànida fou confiada a Alâeddin Ali Bey. Quan l'exèrcit egipci va abandonar la zona, Mehmed va baixar de les muntanyes i va començar a recuperar territori; la major part dels seus antics dominis van tornar al seu poder però quan va atacar Kayseri fou derrotat per l'emir Nasir al-Din Muhammad, i fou fet presoner i enviat al Caire.
Ali Beg va intentar restaurar el seu domini sobre el principat amb l'ajut dels mamelucs, però no ho va aconseguir. Konya va resistir el seu atac, defensada amb energia per Sunghur, un oficial que romania lleial a Mehmed; un altre fill d'aquest, Tadj al-Din Ibrahim, va atacar Ali Beg, i finalment aquest va retornar a la seva capital, Nigde. A la mort del sultà egipci el 1421, Mehmed fou alliberat i va retornar al seu país on fou reconegut sense cap dificultat a la major part dels llocs.
Mehmed va morir en combat a Antalya el 1423, i llavors Ali Beg de Nigbe fou reconegut per molts amirs, però no va poder resistir gaire temps al seu nebot Tadj al-Din Ibrahim, que tenia el suport otomà
Murat II al que estava aliat per matrimoni. Ibrahim es va retirar altre cop a Nigbe (1424), on va poder viure i governar sense ser molestat. A la seva mort, en data desconeguda (després de 1424) el seu nebot va annexionar també el territori.